# Statue de Jeanne d'Arc de Montebourg
La statue de Jeanne d'Arc est une statue en fonte, située à Montebourg, département de la Manche, en France,,. Elle est l'œuvre des sculpteurs français Mathurin Moreau et Pierre Le Nordez.

## Localisation
La statue est située  à Montebourg, sur la place Jeanne-d'Arc ou rue du Général-Leclerc.

## Histoire
Le monument de Montebourg est le premier exemplaire d'une série de neuf.
La statue est réalisée en 1899 : Jeanne d'Arc est l'œuvre de Mathurin Moreau, le cheval est réalisé pour sa part par Pierre Le Nordez ; l'œuvre est fondue par la Fonderie d'art du Val d'Osne.
Le monument et le socle font l'objet d'une inscription au titre des monuments historiques depuis le 18 août 2006.

## Description
Le monument est une statue en fonte.